# باشگاه فوتبال ماکورو
باشگاه فوتبال ماکورو یک باشگاه فوتبال از جزایر سلیمان است که در لیگ اتحادیه هونیارا بازی می‌کند. آنها قهرمان لیگ ۲۰۰۴ و ۲۰۰۶/۲۰۰۷ هونیارا شدند. آنها به دلایل مذهبی از پیوستن به تلکام اس‌لیگ تازه تشکیل شده خودداری کردند زیرا نمی‌خواستند شنبه‌ها بازی کنند.